# Ustronė (gmina Krakinów)
Ustronė − wieś na Litwie, w okręgu poniewieskim, w rejonie poniewieskim, w gminie Krakinów, nad Vadaktisem, dopływem Niewiaży. W 2011 roku nie miała stałych mieszkańców. W miejscowości znajduje się muzeum poświęcone Juozasowi Tumasowi-Vaižgantasowi i nosicielom książek.
W 1902 roku miejscowość zamieszkiwało 18 osób, w 1923 roku − 26 osób, w 1959 roku − 29 osób, w 1970 roku − 14 osób, w 1979 roku − 3 osoby, w 1989 roku − 1 osoba, w 2001 roku − 1 osoba.